# マット・ブライアント
スティーブン・マット・ブライアント（Steven Matt Bryant、1975年5月29日- ）は、アメリカ合衆国テキサス州オレンジ出身のアメリカンフットボール選手。現在はフリーエージェント。ポジションはプレースキッカー（K）。

## 経歴
高校時代は、アメリカンフットボールと野球をしていた。テキサス州アセンズのトリニティバレー・コミュニティカレッジに進学、NJCAAのオールアメリカンに2年間選ばれ、1994年には全米チャンピオンとなった。その後オレゴン州立大学に編入したが、後にベイラー大学に転校、大学史上5位の21FG、42PAT（大学史上初めて、エクストラポイント成功率100%）を成功、105得点をあげた。1998年のNFLドラフトでは指名されず、ポーンショップでおよそ3年働いた後、トレーナーとなった。
アリーナフットボールリーグのアイオワ・バーンストーマーズ、NFLヨーロッパのフランクフルト・ギャラクシーでプレーした後、2002年、フリーエージェントで、ニューヨーク・ジャイアンツと契約を結んだが、いったんカットされプラクティススクワッドに入れられた。オーウェン・ポッチマンが故障者リスト入りしたことからロースター入りした。その年、最終週のフィラデルフィア・イーグルス戦でオーバータイムに決勝FGを決めて、チームはプレーオフに出場した。サンフランシスコ・フォーティナイナーズとのワイルドカードプレーオフでは、38-39と1点差で迎えた残り6秒に41ヤードのFGを狙う機会があったが、トレイ・ジャンキンのスナップミスによりFGは蹴れず、チームは敗れた。2003年、負傷のため5試合に欠場、チームは4勝12敗に終わり、シーズン終了後解雇された。2004年、10月初めにインディアナポリス・コルツと契約し、1試合に出場し、5本のPATを成功したが、44ヤードのFGを失敗、試合翌日にウェーバーされた。オリンド・メアが負傷したマイアミ・ドルフィンズと10月13日に契約し、3試合プレーした。
2005年にタンパベイ・バッカニアーズと契約、2006年10月22日のフィラデルフィア・イーグルス戦では、試合終了と同時に62ヤードの逆転FGを成功した。62ヤードのFGは、NFL記録である63ヤードのFGに次ぐ長さのものであった。翌10月23日、タンパ市長のパム・イオリオは、10月23日をマット・ブライアントの日とした。
2007年12月の試合で11本中10本のFGを成功、NFC最優秀月間選手スペシャルチーム部門に選ばれた。
2008年、第4週のグリーンベイ・パッカーズ戦の4日前に生後3ヶ月の息子を乳幼児突然死症候群で亡くしたが、3FGを決めて勝利に貢献した。
2009年の開幕前、マイク・ヌージェントとのポジション争いに敗れて、バッカニアーズから解雇され、UFLのフロリダ・タスカーズと契約を結んだ。同年12月1日、ジェイソン・イーラムの代役として、アトランタ・ファルコンズと契約した。
2010年の第12週、グリーンベイ・パッカーズ戦では決勝FGを成功させた。
2011年7月、ファルコンズと4年契約を結んだ。
2012年の第4週、カロライナ・パンサーズ戦では残り5秒に40ヤードの逆転FGを成功させた。第5週のワシントン・レッドスキンズ戦では第4Qに53ヤードの同点FGを成功、敵地での勝利に貢献した。第6週のオークランド・レイダース戦では第1Qに43ヤードのFGを失敗し、前年から続いた連続FG成功が23本で途切れたが、55ヤードの決勝FGを成功、ファルコンズの開幕からの6連勝に貢献した。第13週のニューオーリンズ・セインツ戦でも55ヤードのFGを成功している。シアトル・シーホークスとのディビジョナルプレーオフでは残り31秒にマーショーン・リンチにTDを決められて27-28となった後、残り8秒に49ヤードの決勝FGを成功させた。決勝FGを蹴った際、最初右に外してしまったが、シーホークスのヘッドコーチ、ピート・キャロルがプレーが始まる直前にタイムアウトを取っていた。蹴り直しのFGを成功、チームはNFCチャンピオンシップゲームに進出した。
2013年、第13週のバッファロー・ビルズ戦ではオーバータイムに36ヤードのFGを成功し、チームの連敗を5で止めた。
2014年、FG32本中29本を成功、50ヤード以上のFGも10本中7本成功しており、11月にはNFCのスペシャルチーム部門の月間MVPに選ばれている。シーズン終了後に契約延長を果たした。
2019年、10月29日アトランタファルコンズから解雇された。